# O Mundo Vai
O Mundo Vai é o terceiro EP da cantora brasileira Ivete Sangalo. Foi lançado em 24 de janeiro de 2020 pela Universal Music. O EP tem as participaões de Whindersson Nunes e Tom Kray. O primeiro single do EP, "O Mundo Vai" alcançou número 1 no iTunes do Brasil e de Portugal, e entrou nas paradas do iTunes de mais 16 países. A canção figurou entre as 15 mais tocadas do Brasil e entre as 50 mais tocadas de Portugal. Se consagrando como um verdadeiro sucesso, "O Mundo Vai" venceu o título de música do Carnaval pelo Troféu Bahia Folia, Troféu Band Folia e em enquete realizada pelo site Correio.

## Antecedentes
Ivete divulgou a capa do EP em 22 de janeiro de 2020.

## Lista de faixas
Lista de faixas adaptadas do Tidal. Todas as faixas foram produzidas por Radamés Venancio. 
| N.º            | Título                                         | Compositor(es)                                                           | Duração |  |
| 1.             | "O Mundo Vai"                                  | Ivete Sangalo Gigi Ramon Cruz Samir Radames Venancio Tierry              | 2:53    |  |
| 2.             | "Não Me Olha Assim" (com part. de Tom Kray)    | Luciano Luila Ivan Lawinscky Paulo Dutinni Adenilson Peluso Arthur Ramos | 3:38    |  |
| 3.             | "Coisa Linda" (com part. de Whindersson Nunes) | Samir                                                                    | 3:07    |  |
| Duração total: | Duração total:                                 | Duração total:                                                           | 9:38    |  |